# Have A Zididada Day
Have A Zididada Day er det andet studiealbum fra den danske popgruppe Zididada. Det blev udgivet den 30. november 2000. Musikmagasinet GAFFA gav albummet to ud af seks stjerner. Albummet nåede én uge på Hitlistens Album Top-40 som nummer 32. Fra albummet kommer singlen sangen "Zididada Day", der vandt prisen som "Årets Danske Radiohit" ved Danish Music Awards i 2001.

## Spor
1. "Zididada Day"
2. "You And I (La La La)"
3. "Hight"
4. "Don't Leave Me"
5. "Los Reventados"
6. "The Dotted Line"
7. "Elvira"
8. "Tell Me You Want Me"
9. "Magic"
10. "Crazy"
11. "You Say Jump"